# Diritti LGBT in Australia
In Australia, le persone gay, lesbiche, bisessuali e transgender (LGBT) godono di gran parte degli stessi diritti degli altri cittadini.
Le coppie omosessuali in Australia hanno la possibilità di unirsi civilmente e di sposarsi.
Nel 2014 viene eletto Andrew Barr, il primo capo di governo omosessuale del continente australiano.

## Nel diritto australiano

### Storia del diritto penale
Le colonie australiane hanno inizialmente ereditato le loro leggi sulla condatta sessuale dal Regno Unito, incluso il Buggery Act del 1533.
L'attività sessuale tra individui dello stesso sesso fu considerata un crimine da pena capitale, con la conseguente esecuzione per le persone condannate per sodomia.
Nel tempo le varie giurisdizioni federali hanno gradualmente cominciato a ridurre la pena per il reato di sodomia dalla pena di morte all'ergastolo, fino a portarla (in tutto il territorio) a semplice sanzione nel 1949.
Durante un periodo di 22 anni tra il 1975 e il 1997, tutti gli stati e i territori australiani hanno abolito progressivamente le loro leggi sul reato di sodomia.

### Leggi contro la discriminazione sulla base dell'orientamento sessuale

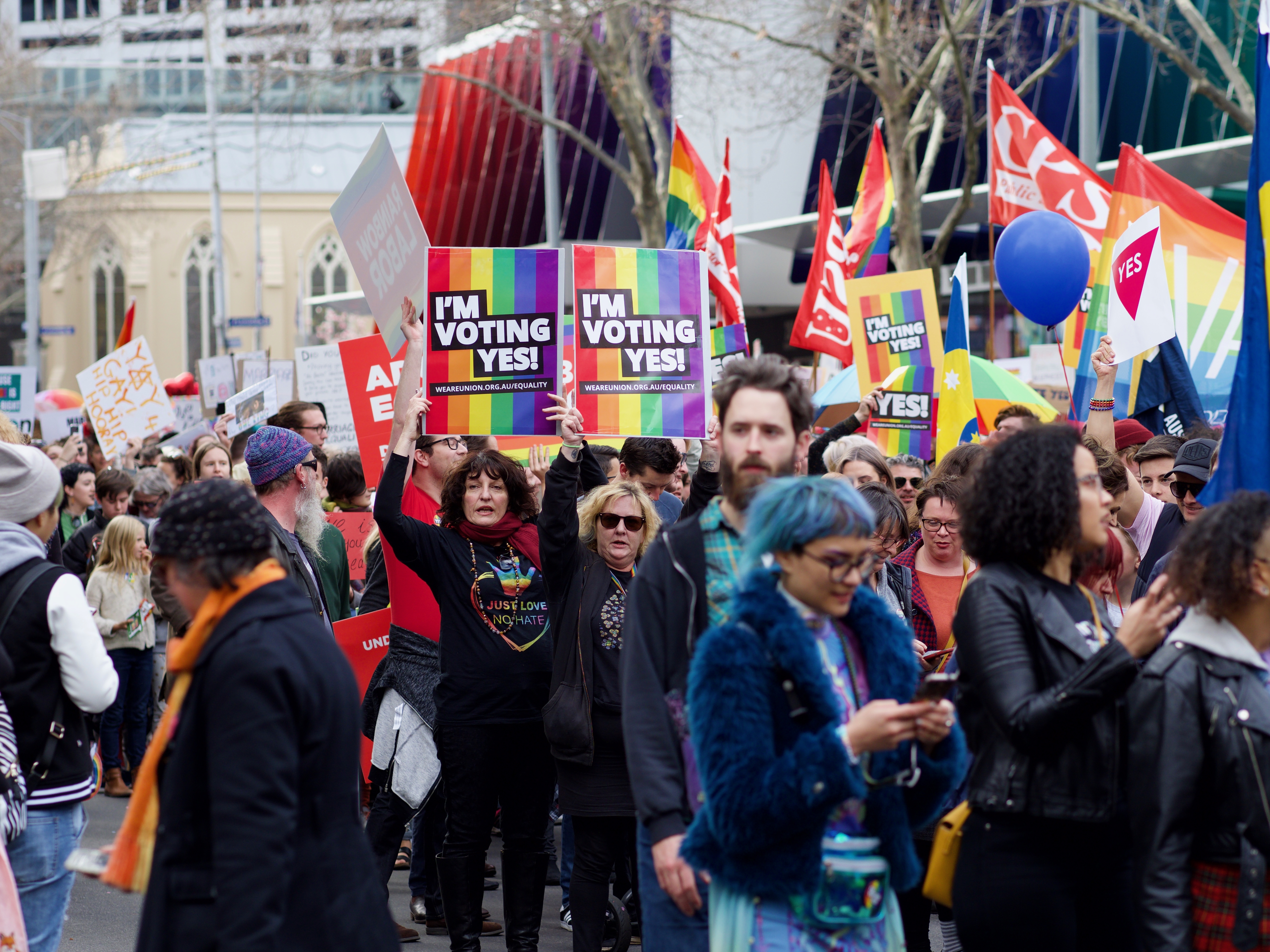
Manifestazione a Melbourne del 2017 per il matrimonio egualitario

Dal 1º agosto 2013 la discriminazione contro le persone lesbiche, gay, bisessuali, transgender e intersessuali è diventata illegale su base federale.
Anche per i fornitori di cure che sono di proprietà di gruppi religiosi è vietato escludere persone sulla base del loro status (LGBTI) o a causa di una relazione con una persona dello stesso sesso, tuttavia le scuole private di proprietà di gruppi religiosi sono esentate dall'obbligo di prestare servizio a seconda dell'identità di genere e dell'orientamento sessuale.

### Età minima del consenso
Attualmente l'età minima legale per avere un rapporto sessuale, sia per gli eterosessuali che per gli omosessuali, è di 16 anni (eccetto in Tasmania che è di 17).

### Servizio militare
Attualmente le forze di difesa australiane riconoscono lo "Human Rights Commission Act" del 1986 che vieta la discriminazione o la molestia per motivi di orientamento sessuale: cioè l'eterosessualità, l'omosessualità o la bisessualità.
Dal 2010 i regolamenti della difesa sono stati modificati per consentire agli australiani transessuali di servire apertamente nelle forze dell'ordine.

## Riconoscimento federale delle relazioni omosessuali

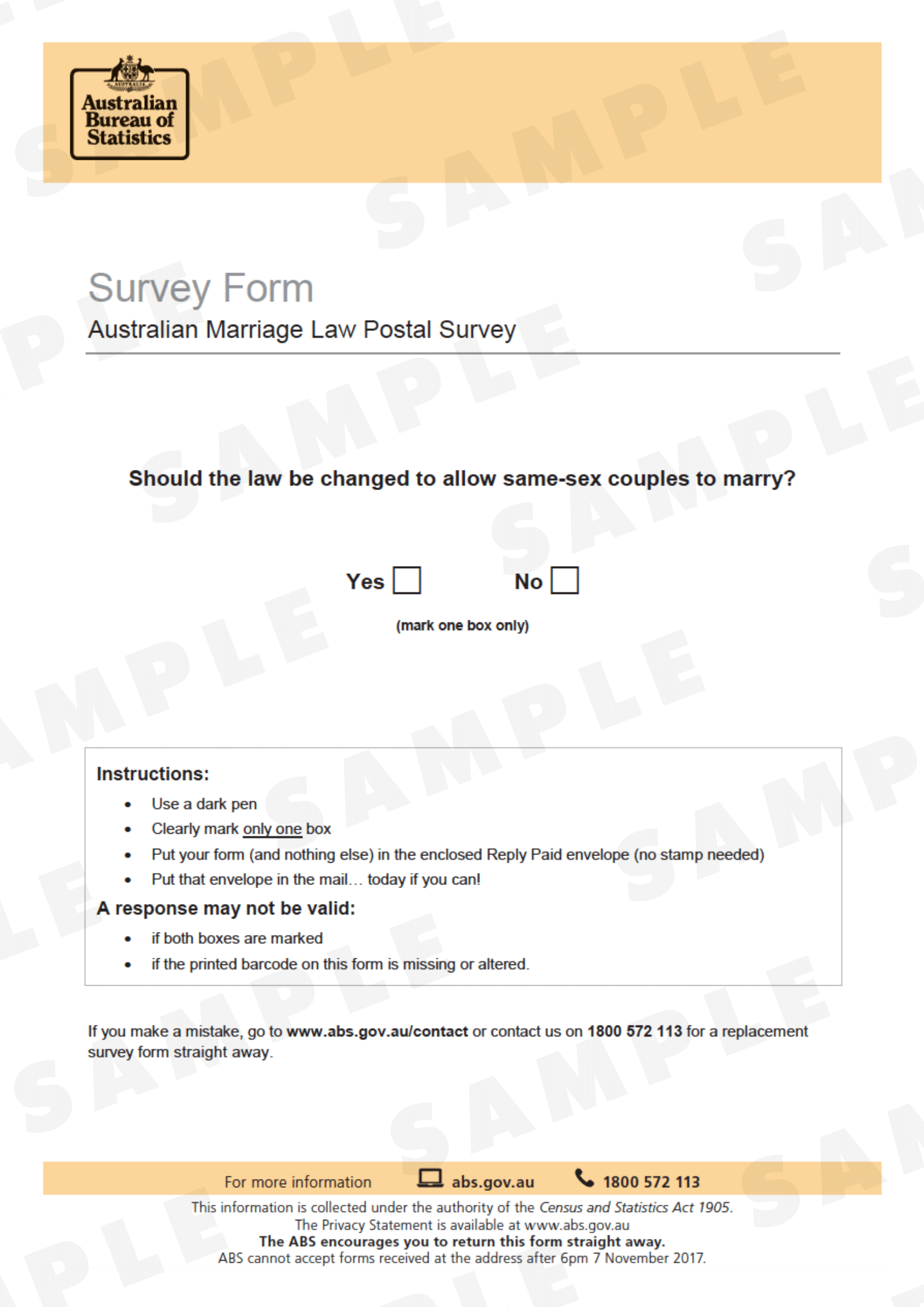
Un facsimile del plebiscito postale del 2017 sul matrimonio egualitario

Dopo una serie di progressive regolamentazioni a livello territoriale per le coppie dello stesso sesso, della relazione della Commissione australiana sui diritti umani "Same-Sex: same entitlements" e della revisione della legislazione del Commonwealth, nel 2009 il governo australiano ha introdotto varie riforme atte a compensare il trattamento per le coppie dello stesso sesso (sia a livello relazionale che familiare).
Le riforme hanno modificato 85 leggi del Commonwealth per eliminare le discriminazioni nei confronti delle coppie dello stesso sesso e dei loro figli in una vasta gamma di settori.
Le riforme sono state formulate in due atti legislativi: la "Equal Treatment in Commonwealth Laws-General Law Reform" e la "Equal Treatment in Commonwealth Laws-Superannuation".
Queste leggi hanno modificato molti atti del Commonwealth esistenti (a livello territoriale) con lo scopo di equiparare i diritti dati alle coppie omosessuali con i diritti delle coppie eterosessuali; inoltre hanno parificato la giurisprudenza in molti altri settori, tra cui la tassazione, la sanità, la previdenza sociale, la cura degli anziani, il sostegno ai figli, l'immigrazione, la cittadinanza e il trattamento dei veterani.

## Matrimonio egualitario
L'emendamento del 2004 al Marriage Act 1961 (varato sotto il Governo Howard) vietava il matrimonio tra persone dello stesso sesso a livello federale.
Nel 2017 viene proposto un plebiscito postale (non legalmente vincolante per il governo a differenza di un referendum) avente come quesito la legalizzazione del matrimonio egualitario.
Il plebiscito (dal costo di 122 milioni di dollari) incominciò il 12 settembre 2017 con l'invio delle lettere contenenti le schede per il voto e terminò il 15 novembre dello stesso anno con l'annuncio dei risultati.
La consultazione vide il SI vincere con 7,817,247 voti (pari al 61.60% dei voti totali) contro i 4,873,987 voti per il NO (equivalenti al 38.40% del consenso) .
Successivamente al plebiscito, il parlamento australiano ha approvato una legge per permettere il matrimonio tra persone dello stesso sesso. Tale legge è entrata in vigore il 9 dicembre 2017.

## Diritto d'adozione
Dal 2002 incomincia, su tutto il territorio australiano, la legalizzazione del diritto d'adozione per le coppie omosessuali a partire dall'Australia Occidentale terminando il 13 marzo 2018 con la fine del divieto nel Territorio del Nord rendendo possibile per le coppie omosessuali adottare in tutto lo stato.

## Opinione pubblica

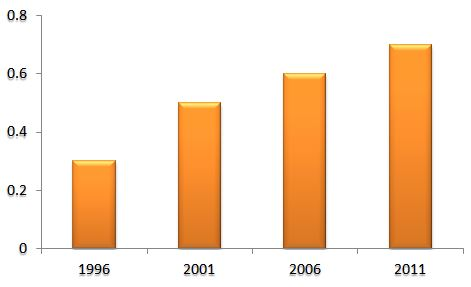
Percentuale di coppie dello stesso sesso in Australia secondo il censimento della popolazione.

In una ricerca del 2013 Pew Research ha scoperto che il 79% degli australiani pensa che l'omosessualità dovrebbe essere accettata dalla società, classificando l'Australia al 5º posto tra i paesi più tolleranti (per quanto riguarda l'omosessualità) del mondo.
Nel 2014 un sondaggio condotto da Crosby/Textor ha rivelato che il 72% degli australiani si dichiarava a favore del matrimonio egualitario.
Un sondaggio del 2017 condotto da Essential Research ha riscontrato che il 63% della popolazione si diceva favorevole alla legalizzazione del matrimonio per le coppie dello stesso sesso mentre il 25% era contrario.
In un sondaggio successivo dello stesso anno la percentuale degli elettori che si dichiaravano a favore del matrimonio egualitario era del 69,7% (con un picco dell'83,9% nella fascia d'età 18-34) mentre il 25,7%  esprimeva un giudizio contrario.

## Nel cinema
- 1988: Mull (film)
- 1989: Night Out
- 1994: Tutto ciò che siamo
- 1994: Priscilla - La regina del deserto
- 1996: Love and Other Catastrophes
- 1998: Head On (film 1998)
- 2000: La maschera di scimmia
- 2002: Walking on Water
- 2004: Strange Bedfellows
- 2008: Performance Anxiety
- 2008: Newcastle (film)
- 2008: Walk Like a Man (film 2008)
- 2011: Snowtown
- 2012: The Wilding
- 2014: 52 Tuesdays
- 2014. EMO the Musical
- 2015: Holding the Man
- 2015: The Lives We Lead

## Tabella riassuntiva
| Stato                                 | Matrimonio | Adozione congiunta | Adozione dei figli del partner | Adozione da single | Unioni Civili                                                                    | Leggi specifiche contro l'omosessualità | Pena | Leggi contro la discriminazione sulla base dell'orientamento sessuale | Note aggiuntive |
| ------------------------------------- | ---------- | ------------------ | ------------------------------ | ------------------ | -------------------------------------------------------------------------------- | --------------------------------------- | ---- | --------------------------------------------------------------------- | --- |
| Territorio della Capitale Australiana | Si         | Sì (dal 2004)      | Sì (dal 2004)                  | Sì (dal 1993)      | Sì (Civil Union)                                                                 | No                                      | -    | Sì                                                                    | Decriminalizzazione dell'omosessualità e prime leggi anti-discriminazione nel 1976. Introduzione delle unioni civili nel 2006. |
| Australia Meridionale                 | Si         | Si (dal 2017)      | Si (dal 2016)                  | Sì*                | Sì (Domestic Partnership agreement)                                              | No                                      | -    | Sì                                                                    | L'omosessualità viene decriminalizzata nel 1972. Le ultime leggi discriminatorie vengono rimosse nel 2006. Le unioni civili vengono introdotte nel 2007. |
| Australia Occidentale                 | Si         | Sì (dal 2002)      | Sì (dal 2002)                  | Sì                 | Sì (De facto)                                                                    | No                                      | -    | Sì                                                                    | L'omosessualità viene decriminalizzata nel 1989. Già nel 1984 si hanno leggi anti-discriminazione. Le unioni civili prendono vita nel 2002 e con loro il diritto di adozione.                                                                                               |
| Nuovo Galles del Sud e Isola norfolk  | Si         | Sì (dal 2010)      | Sì (dal 2010)                  | Sì (dal 2000)      | Sì (De facto, Registered Relationship)                                           | No                                      | -    | Sì                                                                    | Leggi anti-discriminazione: 1981; legalizzazione dell'omosessualità: 1984; unioni civili: 1999. La città di Sydney adotta però i Contratti Civili. |
| Queensland                            | Si         | Si (dal 2016)      | Si (dal 2016)                  | Sì (dal 2016)      | Sì (Registered Relationship)                                                     | No                                      | -    | Sì                                                                    | Nel 1982 si ha la decriminalizzazione della sodomia. Le unioni civili e più stabili leggi anti-discriminazione vengono introdotti nel 2002. |
| Tasmania                              | Si         | Sì (dal 2013)      | Sì (dal 2004)                  | Sì                 | Sì (Registered Significant/Caring Relationship, Personal Relationship agreement) | No                                      | -    | Sì                                                                    | Ultimo Stato a legalizzare l'omosessualità (1997). Nel 1998 si hanno le leggi anti-discriminazione e sal 2001 è possibile l'adozione dei figli del proprio partner. Nel 2004 prendono vita le unioni civili.                                                                |
| Territorio del Nord                   | Si         | Si (dal 2018)      | Si (dal 2018)                  | Sì*                | Sì (De facto Relationship, Cohabitation Agreement)                               | No                                      | -    | Sì                                                                    | Decriminalizzazione dell'omosessualità nel 1983. Dal 2003 esistono leggi anti-discriminazione e unioni civili. |
| Victoria                              | Si         | Si (dal 2016)      | Sì (dal 2007)                  | Sì                 | Sì (Domestic Relationship, Registered Relationship, Relationship Agreement)      | No                                      | -    | Sì                                                                    | Nel 1980 lo Stato decriminalizza l'omosessualità. Dal 2001 esistono leggi antidiscriminatorie e dal 2008 le unioni civili non registrate, che inoltre danno la possibilità di adottare il figlio del proprio partner. La città di Melbourne adotta però i Contratti Civili. |

### Territori esterni
| Stato              | Matrimonio | Adozione congiunta | Adozione dei figli del partner | Adozione da single | Unioni Civili | Leggi specifiche contro l'omosessualità | Pena | Leggi contro la discriminazione sulla base dell'orientamento sessuale | Note aggiuntive |
| ------------------ | ---------- | ------------------ | ------------------------------ | ------------------ | ------------- | --------------------------------------- | ---- | --------------------------------------------------------------------- | --------------- |
| Isole Cocos        | Si         | -                  | -                              | -                  | -             | No                                      | -    | Sì                                                                    | -               |
| Isola di Lord Howe | Si         | -                  | -                              | -                  | -             | No                                      | -    | Sì                                                                    | -               |
| Isola di Natale    | Si         | -                  | -                              | -                  | -             | No                                      | -    | Sì                                                                    | -               |

* I single hanno accesso all'adozione quando vi sono circostanze particolari.